# Битка при Солун (1004)
Вижте пояснителната страница за други значения на Битка при Солун.
Битката при Солун през 1004 г. се състои при едно от многократните нападения на българския владетел Самуил срещу този византийски град. Осем години по-рано Самуил разгромява солунския управител Григорий Таронит. Нападението през 1004 г. е предприето непосредствено след приключването на поредния поход на византийския император Василий II в България. Въпреки претърпяното поражение край Скопие, Самуил се възползва от оттеглянето на императора, за да нахлуе на свой ред във византийските владения. Недалеч от Солун българският предводител увлича в засада новия местен управител, дук Йоан Халд, и го залавя жив.
Тази хронология на събитията представя историкът Васил Златарски. Други като Сърджан Пириватрич и Пламен Павлов приемат, че Самуиловата победа над Григорий Таронит е през 995 г., а победата над Йоан от Халдея е извоювана през 996 г.